# Ystadsposten
Ystads-posten var en konservativ dagstidning utgiven i Ystad 1 oktober 1885 till 31 december 1908. Tidningens fullständiga titel var: Dagbladet Ystads-Posten 5 december 1895–31 december 1908. Föregångare var Ystads tidning, som gavs ut 1852 till 1885. Ystads tidning var också en konservativ tidning. Ystadsposten var tredagarstidning till 1895 sedan sexdagarstidning till nedläggningen.

## Redaktion
Redaktionsort för tidningen var hela tiden Ystad.
| Period                 | Ansvarig utgivare               | Titel                  | Kommentar                                               |
| 1892-01-01--1895-11-21 | Werner, Carl Hugo Hjalmar       | redaktören             | Osäker början och osäkert slutdatum för redaktör Werner |
| 1895-11-18--1901-05-31 | Åkerblom, Carl                  | redaktören             | Om uppsägningen av Åkerblom, se T 1900-12-31, s.2.      |
| 1901-06-01--1901-09-30 | Seldener, Herman Patrik Thorild | redaktören             |                                                         |
| 1901-10-01--1908-12-31 | Brag, Johan Albert Heribert     | redaktionssekreteraren |                                                         |

## Tryckning
Tryckeriet hette Ystads tryckeriaktiebolags tryckeri och låg i Ystad. Förlaget hette också Ystads tryckeriaktiebolag i Ystad. Uppgiften är osäker, men sannolikt riktig. Detta bolag upplöstes när tidningen lades ner 1908. Tidningen skriver 31 december 1908: "Det bolag, som under de senaste åren egt tidningen..."). Detta bolag var också inblandat i uppsägningen av Åkerblom 1901 (se tidningen 31 december 1900, s. 2). Tidningen trycktes enbart i svart på en varierad satsyta av lite större format. Sidantalet var 4 och typsnittet antikva. Priset för tidningen var 4 kr 1900 till 1908 Upplagan för tidningen var 1900-2000 exemplar åren 1904 och 1905.

## Ystadspostens Weckoblad
Tidningen Weckobladet var en edition som kom ut 9 januari till 27 november 1886 och trycktes hos Ystads Tryckeriaktiebolag med antikva.
Tidningen hade fyra sidor och kom ut på lördagar i folioformat med 5 spalter (omväxlande med 6 spalter. Priset var 2 kronor. Utgåvan var en veckoupplaga av Ystads-Posten och redigerades av dess redaktion. Utgivningsbevis utfärdades för litteratören Carl Ludvig Andersson 11 januari  1886  och Carl Hugo Hjalmar Werner 3 september 1886.

## Ystadsposten trycker Aurora 1899
Representanter för tidningen Aurora hade kontakt med Ystadsposten för att höra om den nya tidningen kunde tryckas där. Det gick bra. En femspaltig fyrsidig tidning skulle kosta 55 kronor för 500 exemplar, 62 kronor för 750 och 70 kronor för 1 000 exemplar. Ystads-Posten ville ha betalt varje måndag. Så kom det sig att Aurora först trycktes på Ystadpostens officin.  

## Siste redaktören Brag
Siste redaktör och ansvarig utgivare för Dagbladet Ystadsposten var Johan Albert Heribert Brag, från oktober 1901 till december 1908, då tidningen lades ner. Han var född 1853 i Värö i Halland och avlade studentexamen 1874 i Lund. Han hade först arbetat som lärare men blev tidningsman i Östergötland och kom till Ystadsposten från Helsingborgsposten där han varit redaktionssekreterare 1895-1901. I fastigheten  på Stora Norregatan 11 Ystad, drev fru Brag fruktaffären "Pomona". Efter Ystadspostens nedläggning blev Brag platschef för tidningen Skånska Aftonbladet i Ystad.